# Jamaica, Land We Love
Jamaica, Land We Love er Jamaicas nationalhymne. Teksten er af Hugh Sherlock, musikken af Robert Lightbourne og arrangementet er af Mapletoft Poulie.

## Tekst
Jamaica, land we love:
Eternal Father, Bless our Land, 

Guard (guide) us with thy mighty hand,
 
Keep us free from evil powers, 

Be our light through countless hours,
 
To our leaders, great defender, 

Grant true wisdom from above, 

Justice, truth be ours forever, 

Jamaica, land we love, 

Jamaica, Jamaica, Jamaica, 

land we love 

Teach us true respect for all, 

Stir response to duty's call, 

Strengthen us the weak to cherish, 

Give us vision lest we perish, 

Knowledge send us Heavenly Father, 

Grant true wisdom from above, 

Justice, truth be ours forever, 

Jamaica, land we love, 

Jamaica, Jamaica, Jamaica, 

land we love 

Oversat til dansk:

Evige Fader, Velsign vort land, 

Guide med din mægtige hånd, 

Hold os væk fra onde kræfter, 

Vær’ vores lys gennem utallige timer,

Til vor ledere, store beskyttere, 

Giv os sand visdom fra oven, 

Retfærdighed, Sandhed 

vil være vores for altid, 

Jamaica, landet vi elsker, 

Jamaica, Jamaica, Jamaica, 

landet vi elsker. 

Lær’ os at respektere alt, 

Lad os svare når pligten kalder, 

Styrk os svage, 

Give os syn så vi ikke omkommer, 

Giv os viden himmelske fader, 

Giv os sand visdom fra oven, 

Retfærdighed, Sandhed 

vil være vores for altid, 

Jamaica, landet vi elsker, 

Jamaica, Jamaica, Jamaica,

landet vi elsker.